# バジェット・レンタカー
バジェットレンタカー(英: Budget Rent a Car)は、アメリカのレンタカー会社であり、1958年に、モーリスマーキンにより、カリフォルニア州ロサンジェルスで創業された。本社はニュージャージー州Parsippany-Troy Hillsである。
10台のクルマで空港レンタカー会社を創業し、バジェット(Budget)という名前は、一日当たりの料金や距離によるレンタル費を他社より下げたところから付けられた。
マーキンは1959年にJulius Lederer氏と合併した。1960年に本社をイリノイ州シカゴへ移転し、レンタカーの台数をフランチャイズと直営店でのばした。
やがて、トランスアメリカ社に吸収され、1986年に経営陣（社長のClifton E. Haleyが主導）と選ばれた投資家によるレバレッジド・バイアウトでGibbonsとGreenとvan Amerongen Ltdに買収された。1987年に株式を公開する。
1997年にはTeam Rental Groupに買収され、バジェットグループの商号を取得された。2002年にはエイビスを所有するCendant Corporationへ資産が売却された。2006年9月には4社に分割される。不動産部門はRealogy、リゾート会員権部門はWyndham Worldwide、旅行代理店部門はTravelportである。
現在Cendant社は自動車レンタル事業に特化している。

## 日本

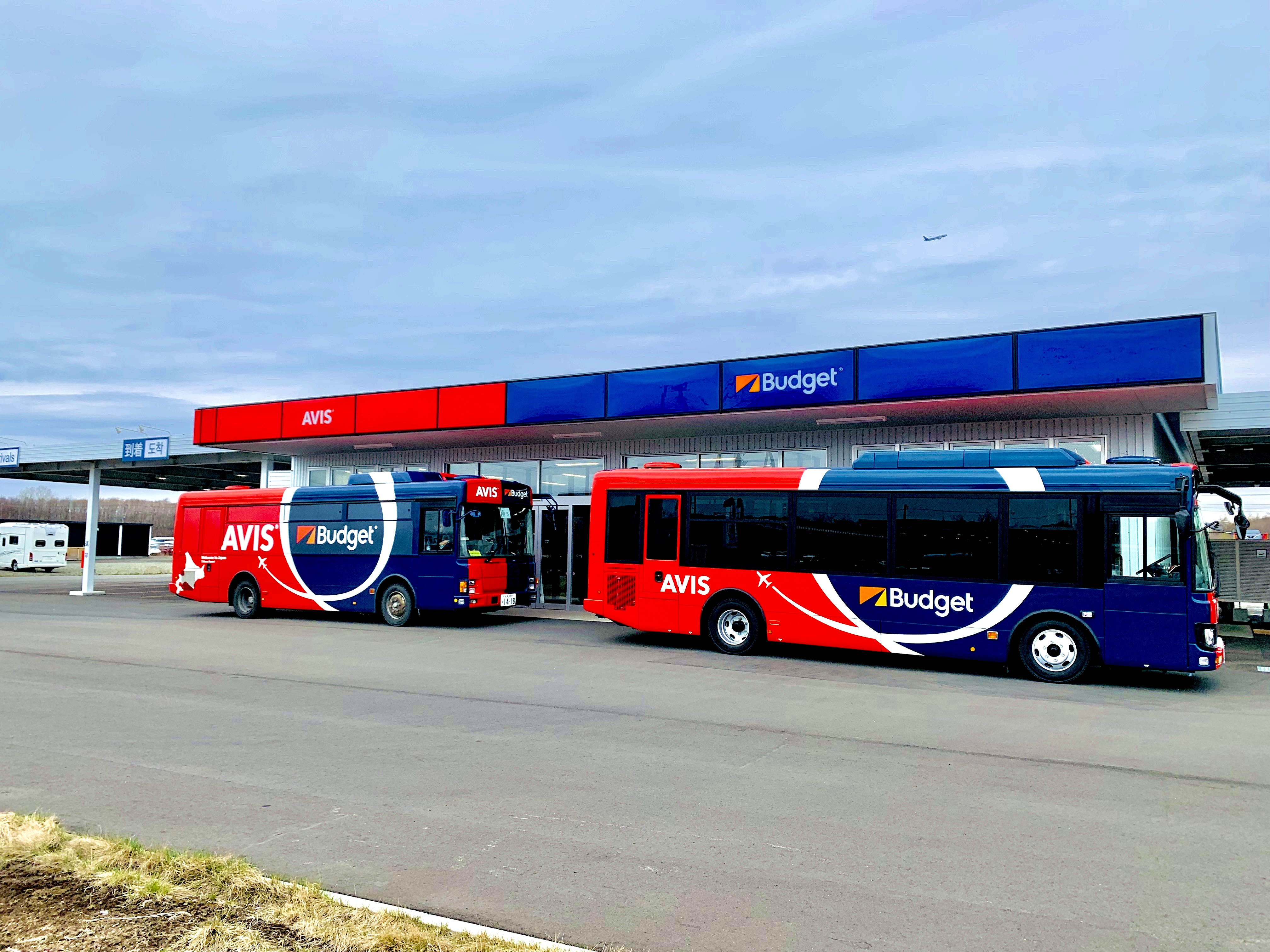
バジェットレンタカー新千歳空港店

日本国内に、直営店舗・フランチャイズ店舗含め、130店舗、北は北海道、南は沖縄まで日本全国に展開している。西日本地方の石油元売会社　新出光のグループ会社である株式会社イデックスオート・ジャパン（旧・株式会社新出光バジェットレンタリース、福岡市博多区、法人番号：7290001013668）が、1985年より九州と山口県で「バジェット・レンタカー」ブランドで事業を行っている。同社は米国バジェットのいわゆるナショナル・フランチャイジー（国内総代理店）として、海外レンタカーの予約や日本語の公式サイトの運営を行っている。また、同社子会社の株式会社バジェット・レンタカー四国が四国・岡山県で、各地の地場石油販売会社などの子会社を通じて東海地方・兵庫県・沖縄県においても展開している。
かつてはオリックスが1985年に「株式会社バジェットレンタカー」を設立し、新出光と同時期に東京都内で店舗展開していたが、1991年3月29日に商標契約を更新せずに満了した事で「オリックスレンタカー」ブランドへ改称。独自の成長を遂げて2005年1月にオリックス自動車（旧オリックス・オートリース）に経営統合されている。